# Poesía de Safo
Safo fue una poeta lírica griega de la isla de Lesbos. Escribió alrededor de 10.000 versos, de los cuales solo se conserva una pequeña fracción. Solo se conoce un poema completo; en algunos casos, se conserva tan solo una palabra. Las ediciones modernas de la poesía de Safo son fruto de siglos de investigación, primero recopilando citas de obras antiguas supervivientes y, a partir de finales del siglo XIX, redescubriendo sus obras conservadas en fragmentos de papiros y pergaminos antiguos. Además de los poemas que se pueden atribuir con certeza a Safo, un pequeño número de fragmentos supervivientes en su dialecto eólico podrían ser de ella o de su contemporáneo Alceo. Las ediciones modernas de Safo también recogen antiguos testimonios que tratan sobre su vida y obra.

## Historia textual

### Ediciones antiguas

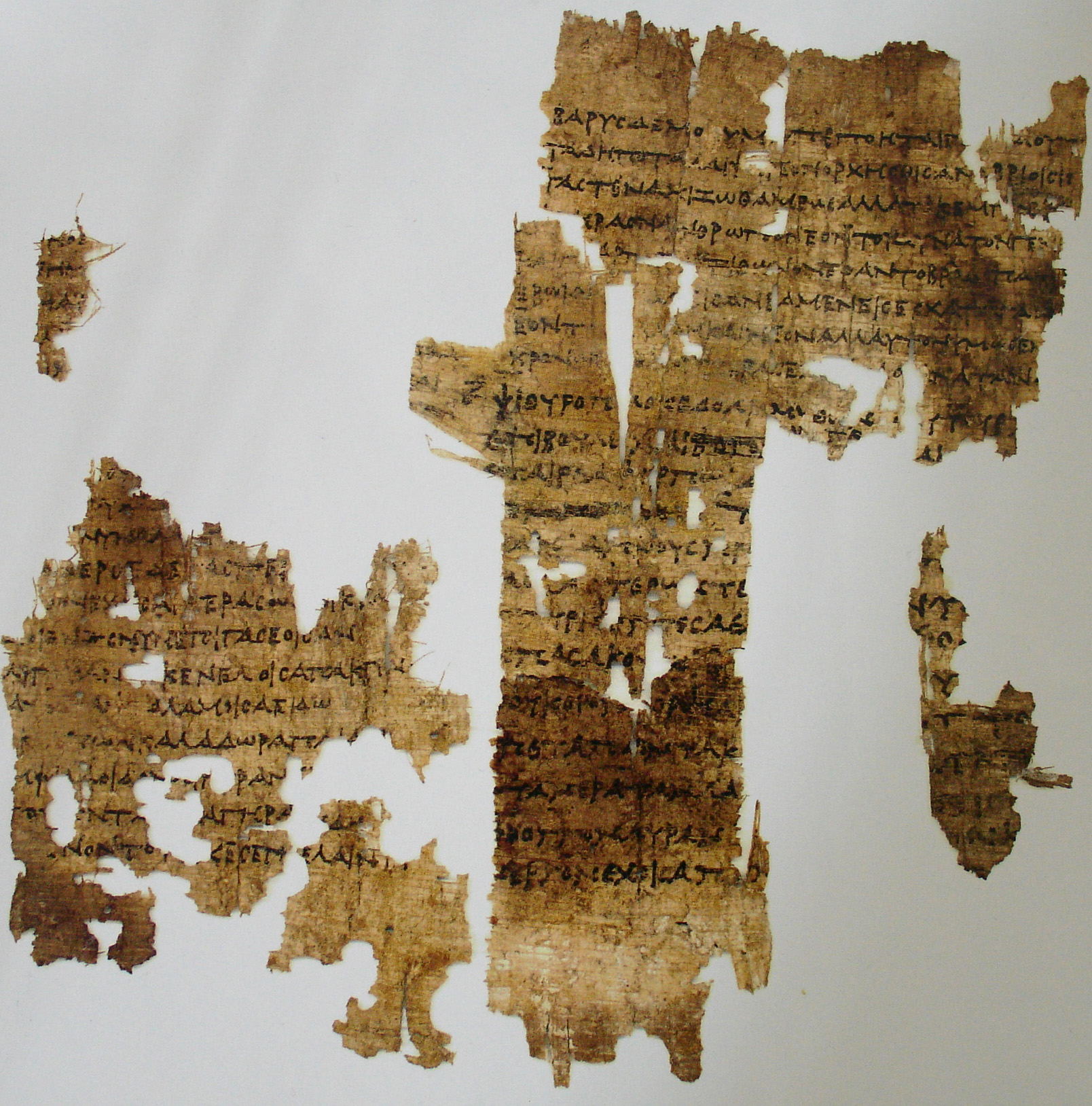
El papiro de Colonia, donde se conserva parcialmente el poema de Safo sobre Titono.

Safo probablemente escribió alrededor de 10.000 versos de poesía; hoy en día, solo se conservan 650. Originalmente fueron compuestos para ser interpretados, y no se sabe con certeza cuándo se escribieron por primera vez. Algunos estudiosos argumentan que los libros de poesía de Safo se escribieron durante su vida o poco después; otros creen que, si se escribieron en esa época, fue solo como una ayuda para la representación, más que como una obra literaria en sí misma.
En el siglo III a. C., los poemas de Safo fueron editados críticamente por eruditos de Alejandría. Esta pudo haberse basado en un texto ateniense de sus poemas o en uno de su isla natal, Lesbos. No se sabe con certeza cuál de los eruditos alejandrinos fue responsable de la edición de Safo; se dice que tanto Aristófanes de Bizancio como Aristarco de Samotracia produjeron ediciones de Alceo, y uno o ambos podrían haber sido responsables de la edición alejandrina de Safo. Alexander Dale sostiene que es más probable que Aristófanes fuera el responsable.
La edición alejandrina de la poesía de Safo se dividió en ocho o nueve libros; el número exacto es incierto. Testimonios antiguos mencionan un octavo libro de la edición alejandrina de Safo; un epigrama de Tulio Laurea menciona nueve libros de Safo, aunque no es seguro que se refiera a la edición alejandrina. Estos libros probablemente estaban divididos por métrica, ordenados según el número de sílabas del metro. Fuentes antiguas registran que cada uno de los tres primeros libros contenía poemas en un único metro específico. La información sobre el contenido de los libros posteriores es menos segura: el cuarto libro parece haber contenido muchos poemas en hiponacteos acéfalos con doble expansión coriámbica, y posiblemente en otros metros; el quinto libro era métricamente heterogéneo, y fuentes antiguas mencionan el uso de endecasílabos felecios y asclepíadas menores; del sexto no se sabe nada; se conserva un solo pareado del séptimo libro en Hefestión, pero no está claro si se trataba de una estrofa entera o parte de una estrofa de tres o cuatro líneas. El fragmento 103 conserva 10 íncipits de poemas de Safo, posiblemente del libro 8, de los cuales el primero está en un metro diferente de los nueve restantes; esos nueve pueden o no estar todos en el mismo metro. Es posible que un noveno libro estuviera compuesto de epitalamios en varios metros, aunque muchos eruditos son escépticos respecto de la evidencia de esto y consideran que el libro de epitalamios mencionado en fuentes antiguas podría haber sido el octavo libro de la edición alejandrina.
Además de la edición alejandrina, al menos parte de la poesía de Safo circulaba en el mundo antiguo en otras colecciones. El papiro de Colonia en el que se conserva el poema de Titono, formaba parte de una antología poética helenística, y es anterior a la edición alejandrina. Dos fragmentos enumeran versos iniciales de poemas: el Fr. 103 contiene comienzos de diez poemas de Safo, y el Fr. 213C Campbell cita comienzos de poemas de Safo, Alceo y Anacreonte; ambos podrían estar relacionados con colecciones antológicas.

### Pérdida y recuperación

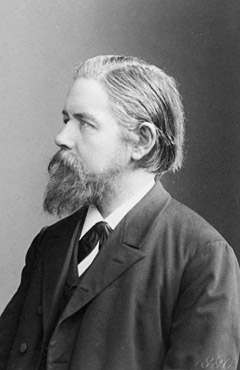
Friedrich Blass, cuya publicación de un fragmento en pergamino de la poesía de Safo en 1880 marcó el inicio de una nueva era en el redescubrimiento de su obra.

Hoy en día, la mayor parte de la poesía de Safo se ha perdido. Las dos principales fuentes de fragmentos supervivientes de Safo son citas en otras obras antiguas, desde un poema completo hasta una sola palabra; y fragmentos de papiro, muchos de los cuales fueron descubiertos en Oxirrinco, Egipto. Algunos fragmentos sobreviven en otros materiales, como pergaminos y tiestos. El fragmento más antiguo que se conserva de Safo que se conoce actualmente es el papiro de Colonia, que contiene el poema de Titono; data del siglo III a. C..
Aunque la edición alejandrina de la poesía de Safo hizo la transición de los rollos de papiro al códice, si bien autores menos populares no fueron reproducidos en este nuevo formato, y una cantidad significativa de su poesía sobrevivió hasta el siglo VII, su obra parece haber desaparecido alrededor del siglo IX, y no hizo la transición a la escritura minúscula. La poesía de Safo continuó siendo accesible solo en citas de otros autores antiguos, que, hasta que comenzaron a aparecer ediciones impresas de textos griegos en el Renacimiento, solo habrían sido accesibles en forma de manuscrito en las bibliotecas monásticas. En 1508, una colección de obras retóricas griegas editada por Demetrios Doukas y publicada por Aldo Manucio hizo que un poema de Safo (la Oda a Afrodita) estuviera disponible en formato impreso por primera vez; En 1554, Henri Estienne fue el primero en recopilar su poesía al imprimir la Oda a Afrodita y el poema de Medianoche, a partir de una colección de fragmentos de Anacreonte. La primera edición moderna dedicada exclusivamente a la obra de Safo fue publicada en 1733 por Johann Christian Wolf, incluyendo catorce fragmentos no incluidos anteriormente en colecciones de su poesía. El trabajo de recopilación de citas de Safo en fuentes antiguas culminó en la edición de los poetas líricos griegos de Theodor Bergk, cuya segunda edición contenía 120 fragmentos de Safo y 50 testimonios.
El último cuarto del siglo XIX inició un nuevo período en el redescubrimiento de la poesía de Safo, con el descubrimiento de un fragmento de pergamino en Crocodilopolis (la actual Fayún) publicado por Friedrich Blass en 1880. Desde entonces hasta la publicación de "la más nueva Safo" en 2014, se han publicado 24 papiros que preservan textos de Safo y ocho que preservan materiales relacionados, como comentarios sobre su obra. Las ediciones más recientes e importantes de Safo, la de Edgar Lobel y Denys Page en 1955, y la de Eva-Maria Voigt en 1971, junto con el Supplementa Lyra Graeca de Lobel y Page, recogen todo el material publicado hasta 1974; a pesar de la publicación de más fragmentos de papiro en 1997, 2004, 2005 y 2014, la de Voigt sigue siendo la edición moderna estándar.

## Poemas
Los fragmentos de los poemas de Safo están ordenados en las ediciones de Lobel y Page, y Voigt, según el libro de la edición alejandrina de sus obras en el que se cree que se encontraron. Los fragmentos 1–42 pertenecen al Libro I, 43–52 al Libro II, 53–57 al Libro III, 58–91 al Libro IV; 92–101 al Libro V, 102 al Libro VII, 103 al Libro VIII y 104–117B en el Epitalamio. Los fragmentos 118–168 son aquellos que Lobel y Page no asignaron a ningún libro en particular y están ordenados alfabéticamente. Los números de fragmento con mayúsculas (como 16A) fueron asignados por editores posteriores para que encajaran en la numeración de Lobel y Page; las letras minúsculas indican diferentes partes del mismo fragmento.
| Número de fragmento   | Fuentes                                                     | Metro | N.º de versos |
| --------------------- | ----------------------------------------------------------- | --- | ------------- |
| Fragmento 1           | P. Oxy. 2288; Dionisio de Halicarnaso                       | Estrofa sáfica | 28            |
| Fragmento 2           | PSI 1300                                                    | Estrofa sáfica | 17            |
| Fragmento 3           | P. Berol. 5006; P. Oxy. 424                                 | Estrofa sáfica | 18            |
| Fragmento 4           | P. Berol. 5006                                              | Estrofa sáfica | 10            |
| Fragmento 5           | P. Oxy. 7; P. Oxy. 2289; P. GC                              | Estrofa sáfica | 20            |
| Fragmento 6           | P. Oxy. 2289                                                | talvez estrofa sáfica | 15            |
| Fragmento 7           | P. Oxy. 2289                                                | Estrofa sáfica | 7             |
| Fragmento 8           | P. Oxy. 2289                                                | [Estrofa sáfica] | 5             |
| Fragmento 9           | P. Oxy. 2289; P. GC                                         | Estrofa sáfica | 20            |
| Poema de los Hermanos | P. Oxy. 2289; P. Sapph. Obbink                              | Estrofa sáfica | 24            |
| Fragmento 12          | P. Oxy. 2289                                                | Estrofa sáfica | 9             |
| Fragmento 15          | P. Oxy. 1231                                                | Estrofa sáfica | 12            |
| Fragmento 16          | P. Oxy. 1231; PSI 123; P. GC                                | Estrofa sáfica | 20            |
| Fragmento 16A         | P. Oxy. 1231; PSI 123; P. GC                                | Estrofa sáfica | 12            |
| Fragmento 17          | PSI 123; P. Oxy. 1231; P. Oxy. 2166(a); P. Oxy. 2289; P. GC | Estrofa sáfica | 20            |
| Fragmento 18          | P. Oxy. 1231; P. GC                                         | [Estrofa sáfica] | 15            |
| Fragmento 18A         | P. GC                                                       | [Estrofa sáfica] | 9             |
| Fragmento 19          | P. Oxy. 1231                                                | Estrofa sáfica | 12            |
| Fragmento 20          | P. Oxy. 1231                                                | Estrofa sáfica | 24            |
| Fragmento 21          | P. Oxy. 1231; Apolonio Díscolo                              | Estrofa sáfica | 15            |
| Fragmento 22          | P. Oxy. 1231                                                | Estrofa sáfica | 19            |
| Fragmento 23          | P. Oxy. 1231                                                | Estrofa sáfica | 14            |
| Fragmento 24a         | P. Oxy. 1231                                                | Estrofa sáfica | 8             |
| Fragmento 24b         | P. Oxy. 2166                                                | Estrofa sáfica | 5             |
| Fragmento 24c         | P. Oxy. 1231                                                | Estrofa sáfica | 9             |
| Fragmento 24d         | P. Oxy. 1231                                                | Estrofa sáfica | 7             |
| Fragmento 25          | P. Oxy. 1231                                                | Estrofa sáfica | 7             |
| Fragmento 26          | P. Oxy. 1231, P. Sapph. Obbink                              | Estrofa sáfica | 16            |
| Fragmento 27          | P. Oxy. 1231                                                | Estrofa sáfica | 13            |
| Fragmento 28a         | P. Oxy. 1231                                                | [Estrofa sáfica] | 4             |
| Fragmento 28b         | P. Oxy. 1231                                                | [Estrofa sáfica] | 5             |
| Fragmento 28c         | P. Oxy. 1231                                                | [Estrofa sáfica] | 5             |
| Fragmento 29a         | P. Oxy. 1231                                                | [Estrofa sáfica] | 4             |
| Fragmento 29b         | P. Oxy. 1231                                                | [Estrofa sáfica] | 5             |
| Fragmento 29c         | P. Oxy. 1231; P. Oxy. 2166                                  | [Estrofa sáfica] | 11            |
| Fragmento 29d         | P. Oxy. 1231                                                | [Estrofa sáfica] | 4             |
| Fragmento 29e         | P. Oxy. 1231                                                | [Estrofa sáfica] | 3             |
| Fragmento 29f         | P. Oxy. 1231                                                | [Estrofa sáfica] | 7             |
| Fragmento 29g         | P. Oxy. 2081                                                | [Estrofa sáfica] | 4             |
| Fragmento 29h         | P. Oxy. 2166                                                | [Estrofa sáfica] | 8             |
| Fragmento 29i         | P. Oxy. 2166                                                | [Estrofa sáfica] | 5             |
| Fragmento 30          | P. Oxy. 1231                                                | Estrofa sáfica | 9             |
| Fragmento 31          | Longino                                                     | Estrofa sáfica | 17            |
| Fragmento 32          | Apolonio Díscolo                                            | Estrofa sáfica | 2             |
| Fragmento 33          | Apolonio Díscolo                                            | Estrofa sáfica | 2             |
| Fragmento 34          | Eustacio                                                    | Estrofa sáfica | 5             |
| Fragmento 35          | Estrabón                                                    | Estrofa sáfica | 1             |
| Fragmento 36          | Etymologicum Genuinum                                       | Estrofa sáfica? | 1             |
| Fragmento 37          | Etymologicum Genuinum                                       | Estrofa sáfica | 3             |
| Fragmento 38          | Apolonio Díscolo                                            | Estrofa sáfica | 1             |
| Fragmento 39          | Escolio sobre La paz de Aristófanes                         | Estrofa sáfica | 3             |
| Fragmento 40          | Apolonio Díscolo                                            | Estrofa sáfica | 2             |
| Fragmento 41          | Apolonio Díscolo                                            | Estrofa sáfica | 2             |
| Fragmento 42          | Escolio sobre Píndaro                                       | Estrofa sáfica | 2             |
| Fragmento 43          | P. Oxy. 1232                                                | ]-uu-ux, probablemente glicónico con expansión dactílica 2x | 9             |
| Fragmento 44          | P. Oxy. 1232                                                | Glicónico con expansión dactílica 2x | 34            |
| Fragmento 44Aa        | P. Fouad. 239                                               | ]-uu-uu-ux, probablemente glicónico con expansión dactílica 2x | 12            |
| Fragmento 44Ab        | P. Fouad. 239                                               | xx-uu-[ | 10            |
| Fragmento 45          | Apolonio Díscolo                                            | Glicónico con expansión dactílica 2x | 1             |
| Fragmento 46          | Herodiano                                                   | Glicónico con expansión dactílica 2x | 2             |
| Fragmento 47          | Máximo de Tiro                                              | Glicónico con expansión dactílica 2x | 2             |
| Fragmento 48          | Juliano                                                     | Glicónico con expansión dactílica 2x | 2             |
| Fragmento 49          | Hefestión; Plutarco                                         | Glicónico con expansión dactílica 2x | 2             |
| Fragmento 50          | Galeno                                                      | Glicónico con expansión dactílica 2x | 2             |
| Fragmento 51          | Crisipo                                                     | Glicónico con expansión dactílica 2x | 1             |
| Fragmento 52          | Herodiano                                                   | Glicónico con expansión dactílica 2x? | 1             |
| Fragmento 53          | Escolio sobre Teócrito                                      | Glicónico con expansión coriámbica 2x | 1             |
| Fragmento 54          | Julio Pólux                                                 | Glicónico con expansión coriámbica 2x | 1             |
| Fragmento 55          | Estobeo                                                     | Glicónico con expansión coriámbica 2x | 4             |
| Fragmento 56          | Crisipo                                                     | Glicónico con expansión coriámbica 2x | 3             |
| Fragmento 57          | Ateneo                                                      | ll.1–2 incierto; l.3 Glicónico con expansión coriámbica 2x | 3             |
| Pre-58 (Oxirrinco)    | P. Oxy. 1787                                                | Hiponacteos acéfalos con expansión coriámbica 2x | 10            |
| Pre-58 (Colonia)      | P. Köln inv.21351+21376                                     | Hiponacteos acéfalos con expansión coriámbica 2x | 8             |
| Fragmento 58          | P. Oxy. 1787; P. Köln inv.21351+21376                       | Hiponacteos acéfalos con expansión coriámbica 2x | 12            |
| Post-58 (Oxirrinco)   | P. Oxy. 1787                                                | Hiponacteos acéfalos con expansión coriámbica 2x | 4             |
| Fragmento 59          | P. Oxy. 1787                                                | [hiponacteos acéfalos con expansión coriámbica 2x] | 3             |
| Fragmento 60          | P. Halle. 3                                                 | ]-uu-u-x, probablemente hiponacteos acéfalos con expansión coriámbica 2x | 11            |
| Fragmento 61          | P. Oxy. 1787                                                | [hiponacteos acéfalos con expansión coriámbica 2x] | 2             |
| Fragmento 62          | P. Oxy. 1787                                                | x-uu--uu-[, probablemente hiponacteos acéfalos con expansión coriámbica 2x | 12            |
| Fragmento 63          | P. Oxy. 1787                                                | x-uu--uu-[, probablemente hiponacteos acéfalos con expansión coriámbica 2x | 10            |
| Fragmento 64a         | P. Oxy. 1787                                                | [hiponacteos acéfalos con expansión coriámbica 2x, posiblemente estrofas de tres líneas basadas en hiponacteos acéfalos con una tercera línea más corta]                           | 15            |
| Fragmento 64b         | P. Oxy. 1787                                                | [hiponacteos acéfalos con expansión coriámbica 2x] | 4             |
| Fragmento 65          | P. Oxy. 1787                                                | x-uu-[, probablemente hiponacteos acéfalos con expansión coriámbica 2x, posiblemente estrofas de tres líneas basadas en hiponacteos acéfalos con una tercera línea más corta       | 11            |
| Fragmento 66a         | P. Oxy. 1787                                                | [hiponacteos acéfalos con expansión coriámbica 2x] | 3             |
| Fragmento 66b         | P. Oxy. 1787                                                | [hiponacteos acéfalos con expansión coriámbica 2x] | 4             |
| Fragmento 66c         | P. Oxy. 1787                                                | [hiponacteos acéfalos con expansión coriámbica 2x] | 3             |
| Fragmento 67a         | P. Oxy. 1787                                                | x-uu-[, posiblemente hiponacteos acéfalos con expansión coriámbica 2x | 8             |
| Fragmento 67b         | P. Oxy. 1787                                                | [hiponacteos acéfalos con expansión coriámbica 2x] | 7             |
| Fragmento 68a         | P. Oxy. 1787                                                | ]uu--uu-u-x, posiblemente hiponacteos acéfalos con expansión coriámbica 2x | 12            |
| Fragmento 68b         | P. Oxy. 1787                                                | [posiblemente hiponacteos acéfalos con expansión coriámbica 2x] | 6             |
| Fragmento 69          | P. Oxy. 1787                                                | [posiblemente hiponacteos acéfalos con expansión coriámbica 2x] | 3             |
| Fragmento 70          | P. Oxy. 1787                                                | ]--uu-[ | 14            |
| Fragmento 71          | P. Oxy. 1787                                                | ]uu--uu-u-x, posiblemente hiponacteos acéfalos con expansión coriámbica 2x | 8             |
| Fragmento 72          | P. Oxy. 1787                                                | [hiponacteos acéfalos con expansión coriámbica 2x] | 8             |
| Fragmento 73a         | P. Oxy. 1787                                                | -]uu-u-x, probablemente hiponacteos acéfalos con expansión coriámbica 2x, posiblemente estrofas de tres líneas basadas en hiponacteos acéfalos con una tercera línea más corta     | 9             |
| Fragmento 73b         | P. Oxy. 1787                                                | -]uu-u-x, probablemente hiponacteos acéfalos con expansión coriámbica 2x, posiblemente estrofas de tres líneas basadas en hiponacteos acéfalos con una tercera línea más corta     | 3             |
| Fragmento 74a         | P. Oxy. 1787                                                | [hiponacteos acéfalos con expansión coriámbica 2x] | 6             |
| Fragmento 74b         | P. Oxy. 1787                                                | [hiponacteos acéfalos con expansión coriámbica 2x] | 3             |
| Fragmento 74c         | P. Oxy. 1787                                                | [hiponacteos acéfalos con expansión coriámbica 2x] | 4             |
| Fragmento 74d         | P. Oxy. 1787                                                | [hiponacteos acéfalos con expansión coriámbica 2x] | 3             |
| Fragmento 75a         | P. Oxy. 1787                                                | [hiponacteos acéfalos con expansión coriámbica 2x] | 8             |
| Fragmento 75b         | P. Oxy. 1787                                                | [hiponacteos acéfalos con expansión coriámbica 2x] | 5             |
| Fragmento 75c         | P. Oxy. 1787                                                | [hiponacteos acéfalos con expansión coriámbica 2x] | 5             |
| Fragmento 76          | P. Oxy. 1787                                                | [hiponacteos acéfalos con expansión coriámbica 2x] | 7             |
| Fragmento 77a         | P. Oxy. 1787                                                | [hiponacteos acéfalos con expansión coriámbica 2x] | 9             |
| Fragmento 77b         | P. Oxy. 1787                                                | [hiponacteos acéfalos con expansión coriámbica 2x] | 6             |
| Fragmento 77c         | P. Oxy. 1787                                                | [hiponacteos acéfalos con expansión coriámbica 2x] | 4             |
| Fragmento 78          | P. Oxy. 1787                                                | [hiponacteos acéfalos con expansión coriámbica 2x] | 7             |
| Fragmento 79          | P. Oxy. 1787                                                | [hiponacteos acéfalos con expansión coriámbica 2x] | 6             |
| Fragmento 80          | P. Oxy. 1787                                                | [hiponacteos acéfalos con expansión coriámbica 2x] | 6             |
| Fragmento 81          | P. Oxy. 1787; Ateneo                                        | hiponacteos acéfalos con expansión coriámbica 2x | 7             |
| Fragmento 82a         | Hefestión                                                   | hiponacteos acéfalos con expansión coriámbica 2x | 1             |
| Fragmento 82b         | P. Oxy. 1787                                                | hiponacteos acéfalos con expansión coriámbica 2x | 5             |
| Fragmento 83          | P. Oxy. 1787                                                | [hiponacteos acéfalos con expansión coriámbica 2x] | 7             |
| Fragmento 84          | P. Oxy. 1787                                                | [hiponacteos acéfalos con expansión coriámbica 2x] | 7             |
| Fragmento 85a         | P. Oxy. 1787                                                | [hiponacteos acéfalos con expansión coriámbica 2x] | 4             |
| Fragmento 85b         | P. Oxy. 1787                                                | [hiponacteos acéfalos con expansión coriámbica 2x] | 3             |
| Fragmento 86          | P. Oxy. 1787                                                | ]-uu--uu-u-x, probablemente hiponacteos acéfalos con expansión coriámbica 2x, posiblemente estrofas de tres líneas basadas en hiponacteos acéfalos con una tercera línea más corta | 8             |
| Fragmento 87a         | P. Oxy. 1787                                                | [hiponacteos acéfalos con expansión coriámbica 2x] | 9             |
| Fragmento 87b         | P. Oxy. 1787                                                | [hiponacteos acéfalos con expansión coriámbica 2x] | 4             |
| Fragmento 87c         | P. Oxy. 1787                                                | [hiponacteos acéfalos con expansión coriámbica 2x] | 2             |
| Fragmento 87d         | P. Oxy. 2166                                                | [hiponacteos acéfalos con expansión coriámbica 2x] | 10            |
| Fragmento 87e         | P. Oxy. 2166                                                | [hiponacteos acéfalos con expansión coriámbica 2x] | 4             |
| Fragmento 87f         | P. Oxy. 2166                                                | [hiponacteos acéfalos con expansión coriámbica 2x] | 8             |
| Fragmento 88a         | P. Oxy. 2290                                                | -[ ]u--uu-u[-x\|\| x-[ ]--uu-[u-x\|\| -[ ]uu-u-x\|\|\| | 28            |
| Fragmento 88b         | P. Oxy. 2290                                                | -[ ]u--uu-u[-x\|\| x-[ ]--uu-[u-x\|\| -[ ]uu-u-x\|\|\| | 10            |
| Fragmento 90a         | P. Oxy. 2293                                                | [comentario] | 47            |
| Fragmento 90b         | P. Oxy. 2293                                                | [comentario] | 15            |
| Fragmento 90c         | P. Oxy. 2293                                                | [comentario] | 7             |
| Fragmento 90d         | P. Oxy. 2293                                                | [comentario] | 18            |
| Fragmento 90e         | P. Oxy. 2293                                                | [comentario] | 4             |
| Fragmento 91          | Hefestión                                                   | hiponacteos acéfalos con expansión coriámbica 2x | 1             |
| Fragmento 92          | P. Berol. 9722                                              | xx-u[ | 16            |
| Fragmento 93          | P. Berol. 9722                                              | ]uu-u- | 5             |
| Fragmento 94          | P. Berol. 9722                                              | glicónico \|\| glicónico \|\| glicónico con expansión dactílica\|\|\| | 29            |
| Fragmento 95          | P. Berol. 9722                                              | -u-xx-[ xx-uu-[ xx-uu-u[ (posiblemente lo mismo que fr.96) | 16            |
| Fragmento 96          | P. Berol. 9722                                              | crético; 3x glicónicos; baqueo\|\|\| | 36            |
| Fragmento 97          | P. Berol. 9722                                              | incierto | 27            |
| Fragmento 98a         | Pap. Haun. 301                                              | glyconic\|\|glyconic\|\|crético glicónico\|\|\| | 12            |
| Fragmento 98b         | Pap. Mediol. 32                                             | glicónico\|\|glicónico\|\|crético glicónico\|\|\| | 9             |
| Fragmento 100         | Julio Pólux                                                 | incierto | 1             |
| Fragmento 101         | Ateneo                                                      | quizás: glicónico\|\|glicónico\|\|glicónico con expansión dactílica\|\|\| | 4             |
| Fragmento 101A        | Demetrio, Sobre el estilo                                   | incierto; quizás glicónico\|\|hiponacteo\|\| | 4             |
| Fragmento 102         | Hefestión                                                   | yambo glicónico báquico | 2             |
| Fragmento 103         | P. Oxy. 2294                                                | ]-uu-uu-u[ ^hipo2ch o 3cho ba. | 10            |
| Fragmento 103Aa       | P. Cair. Mediol. 7                                          | [Estrofa alcaica] | 9             |
| Fragmento 103Ab       | P. Cair. Mediol. 7                                          | [Estrofa alcaica] | 4             |
| Fragmento 103B        | P. Oxy. 2308                                                | ]--uu--[ | 5             |
| Fragmento 103Ca       | P. Oxy. 2357                                                | incierto | 8             |
| Fragmento 103Cb       | P. Oxy. 2357                                                | incierto | 6             |
| Fragmento 104a        | Demetrio, Sobre el estilo                                   | l.1: 6 dáctilos catalécticos, l.2 pentámetro yámbico\|ferecrateano con expansión dactílica 2x                                                                                      | 2             |
| Fragmento 104b        | Himerio                                                     | incierto | 1             |
| Fragmento 105a        | Siriano sobre Hermógenes                                    | hexámetro dactílico | 3             |
| Fragmento 105b        | Demetrio, Sobre el estilo                                   | 6 dáctilos catalécticos | 2             |
| Fragmento 106         | Demetrio, Sobre el estilo                                   | 6 dáctilos catalécticos | 1             |
| Fragmento 107         | Apolonio Díscolo                                            | Posiblemente hexámetro dactílico | 1             |
| Fragmento 108         | Himerio                                                     | Posiblemente hexámetro dactílico | 1             |
| Fragmento 109         | Análisis homéricos                                          | Posiblemente hexámetro dactílico | 1             |
| Fragmento 110         | Hefestión                                                   | ferecrateano con expansión dactílica | 3             |
| Fragmento 111         | Hefestión                                                   | incierto, tal vez ferecrateano\|\|iamb\|\|ferecrateano acéfalo con expansión dactílica\|\|pentámetro yámbico\|\|\|                                                                 | 8             |
| Fragmento 112         | Hefestión                                                   | coro báquico coro báquico\|\| | 5             |
| Fragmento 113         | Dionisio de Halicarnaso                                     | ¿3x iónico? | 2             |
| Fragmento 114         | Demetrio, Sobre el estilo                                   | l.1 3 coro báquico; l.2 incierto | 2             |
| Fragmento 115         | Hefestión                                                   | ferecrateano con expansión dactílica 2x | 2             |
| Fragmento 116         | Servio                                                      | incierto | 1             |
| Fragmento 117         | Hefestión                                                   | 3 yámbicos ¿catalécticos? | 1             |
| Fragmento 117A        | Hesiquio de Alejandría                                      | -uu-uu | 1             |
| Fragmento 117Ba       | Mario Plocio Sacerdote                                      | -uu-uu | 1             |
| Fragmento 117Bb       | Mario Plocio Sacerdote                                      | -uu-uu | 1             |
| Fragmento 118         | Hermógenes                                                  | incierto | 2             |
| Fragmento 119         | Escolio sobre Pluto de Aristófanes                          | incierto | 1             |
| Fragmento 120         | Etymologicum Magnum                                         | glicónico con expansión coriámbica | 2             |
| Fragmento 121         | Estobeo                                                     | incierto | 2             |
| Fragmento 122         | Ateneo                                                      | incierto | 1             |
| Fragmento 123         | Amonio                                                      | ¿hiponacteo crético? | 1             |
| Fragmento 124         | Hefestión                                                   | --uu-uu-(x-u-u--) | 1             |
| Fragmento 125         | Escolio sobre Las Tesmoforiantes de Aristófanes             | incierto | 1             |
| Fragmento 126         | Etymologicum Genuinum                                       | incierto | 1             |
| Fragmento 127         | Hefestión                                                   | itifálico\|itifálico\|\| | 1             |
| Fragmento 128         | Hefestión                                                   | 3 coros báquicos | 1             |
| Fragmento 129a        | Apolonio Díscolo                                            | incierto | 1             |
| Fragmento 129b        | Apolonio Díscolo                                            | incierto | 1             |
| Fragmento 130         | Hefestión                                                   | glicónico con expansión dactílica | 4             |
| Fragmento 132         | Hefestión                                                   | incierto | 3             |
| Fragmento 133         | Hefestión                                                   | ia 2io anacl | 2             |
| Fragmento 134         | Hefestión                                                   | 3 io anacl | 1             |
| Fragmento 135         | Hefestión                                                   | 3 iónicos | 1             |
| Fragmento 136         | Escolio sobre Electra de Sófocles                           | ferecrateano con expansión dactílica 2x | 1             |
| Fragmento 137         | Aristóteles                                                 | Estrofa alcaica | 7             |
| Fragmento 138         | Ateneo                                                      | ia ^gl o ia ^gl ia | 2             |
| Fragmento 139         | Filón                                                       | incierto | 2             |
| Fragmento 140         | Hefestión                                                   | ferecrateano con expansión coriámbica 2x | 2             |
| Fragmento 141         | Ateneo                                                      | ll.1 y 4 ferecrateano acéfalo? ll.2-3 y 5-6 incierto | 6             |
| Fragmento 142         | Ateneo                                                      | hexámetro dactílico (o ferecrateano con expansión dactílica 3x) | 1             |
| Fragmento 143         | Ateneo                                                      | hexámetro dactílico (o ferecrateano con expansión dactílica 3x)) | 1             |
| Fragmento 144         | Herodiano                                                   | glxd | 2             |
| Fragmento 145         | Escolio sobre Apolonio de Rodas                             | xx-uu-? | 1             |
| Fragmento 146         | Trifón                                                      | ferecrateano con expansión dactílica | 1             |
| Fragmento 147         | Dion Crisóstomo                                             | incierto | 1             |
| Fragmento 148         | Escolio sobre Píndaro                                       | incierto | 2             |
| Fragmento 149         | Apolonio Díscolo                                            | ferxd? | 1             |
| Fragmento 150         | Máximo de Tiro                                              | ¿glicónico con expansión coriámbica 2x? | 2             |
| Fragmento 151         | Etymologicum Genuinum                                       | ferecrateano con expansión coriámbica | 1             |
| Fragmento 152         | Escolio sobre Apolonio de Rodas                             | glxd? | 2             |
| Fragmento 153         | Atilio Fortunato                                            | incierto | 1             |
| Fragmento 154         | Hefestión                                                   | ^gl ba\|\| | 2             |
| Fragmento 155         | Máximo de Tiro                                              | cr\| ^hipod o cr ^gl | 1             |
| Fragmento 156         | Demetrio, Sobre el estilo                                   | posiblemente glicónico con expansión dactílica 2x | 2             |
| Fragmento 157         | Etymologicum Genuinum                                       | ¿Poesía sáfica? | 1             |
| Fragmento 158         | Plutarco                                                    | 2 ad? | 2             |
| Fragmento 159         | Máximo de Tiro                                              | incierto | 1             |
| Fragmento 160         | Ateneo                                                      | ¿Poesía sáfica? | 2             |
| Fragmento 161         | P. Bouriant                                                 | incierto, tal vez ^ia fer2d | 1             |
| Fragmento 162         | Coerobosco                                                  | [u-u---u] | 1             |
| Fragmento 163         | Juliano                                                     | [uu-u-u] | 1             |
| Fragmento 164         | Apolonio Díscolo                                            | [---uu-] | 1             |
| Fragmento 165         | Apolonio Díscolo                                            | [Estrofa sáfica] | 1             |
| Fragmento 166         | Ateneo                                                      | glc | 2             |
| Fragmento 167         | Ateneo                                                      | glxd | 1             |
| Fragmento 168         | Mario Plocio Sacerdote                                      | Estrofa sáfica? | 1             |
| Fragmento 168A        | Etymologicum Genuinum                                       | glicónico? | 1             |
| Fragmento 168B        | Hefestión                                                   | Hiponacteos acéfalos | 4             |
| Fragmento 168C        | Demetrio, Sobre el estilo                                   | Estrofa alcaica? | 1             |

## Glosas
Estos fragmentos son palabras aisladas citadas por otros autores antiguos, ordenadas alfabéticamente.
| Número de fragmento | Fuentes                          |
| ------------------- | -------------------------------- |
| Fragmento 169       | Escolio sobre la Ilíada          |
| Fragmento 169A      | Hesiquio, Léxico                 |
| Fragmento 170       | Estrabón, Geografía              |
| Fragmento 171       | Focio, "Léxico"                  |
| Fragmento 172       | Máximo de Tiro, Oraciones        |
| Fragmento 173       | Coerobosco sobre Teodosio        |
| Fragmento 174       | Orión, Léxico                    |
| Fragmento 175       | Apolonio Díscolo, Adverbios      |
| Fragmento 176       | Ateneo, Deipnosophistae          |
| Fragmento 177       | Julio Pólux                      |
| Fragmento 179       | Frínico                          |
| Fragmento 180       | Hesiquio                         |
| Fragmento 181       | Escolio sobre Dionisio de Tracia |
| Fragmento 182       | Escolio sobre la Ilíada          |
| Fragmento 183       | Porfirio sobre la Ilíada         |
| Fragmento 184       | Coerobosco sobre Teodosio        |
| Fragmento 185       | Filóstrato de Atenas, Imágenes   |
| Fragmento 186       | Juan de Alejandría               |
| Fragmento 187       | Análisis homéricos               |
| Fragmento 188       | Máximo de Tiro                   |
| Fragmento 189       | Frínico                          |
| Fragmento 190       | Escoliasta sobre la Ilíada       |
| Fragmento 191       | Julio Pólux                      |
| Fragmento 192       | Julio Pólux                      |

## Testimonios
Los testimonios son relatos antiguos sobre Safo, su vida y su poesía, que suelen incluirse en ediciones críticas de su obra. La selección de estas ediciones varía considerablemente. Además de los setenta incluidos en la edición de Voigt, se enumeran aquí los que aparecen en la edición de Loeb de Campbell.
| Número de Voigt | Número de Campbell | Fuentes |
| --------------- | ------------------ | --- |
| Fragmento 194   |                    | Himerio |
| Fragmento 194A  |                    | Miguel Itálico |
| Fragmento 195   |                    | Demetrio, Sobre el estilo |
| Fragmento 196   |                    | Elio Aristides |
| Fragmento 197   |                    | Libanio |
| Fragmento 198a  |                    | Escolio sobre Apolonio de Rodas |
| Fragmento 198b  |                    | Escolio sobre Teócrito |
| Fragmento 198c  |                    | Pausanias |
| Fragmento 199   |                    | Escolio sobre Apolonio de Rodas |
| Fragmento 200   |                    | Escolio sobre Hesíodo |
| Fragmento 201   |                    | Aristóteles |
| Fragmento 203a  |                    | Ateneo |
| Fragmento 203b  |                    | Eustacio de Tesalónica |
| Fragmento 203c  |                    | Escolio sobre Ilíada |
| Fragmento 204a  |                    | Escolio sobre Píndaro |
| Fragmento 204b  |                    | Pausanias |
| Fragmento 205   |                    | Aulo Gelio |
| Fragmento 206   |                    | Servio sobre Virgilio |
| Fragmento 207   |                    | Servio sobre Virgilio |
| Fragmento 208   |                    | Himerio |
| Fragmento 209   |                    | Eustacio de Tesalónica |
| Fragmento 210   |                    | Escolio sobre Teócrito |
| Fragmento 211a  | T. 3, 23           | Pseudo-Paléfato; Estrabón; Alcifrón; Plutarco; Escolio sobre Libanio; Suda; Servio; Luciano de Samosata; Escolio sobre Luciano de Samosata; Hesiquio |
| Fragmento 211b  |                    | Plinio el Viejo |
| Fragmento 211c  |                    | Eliano; Ateneo; Comes Natalis |
| Fragmento 212   |                    | Comes Natalis |
| Fragmento 213   |                    | P. Oxy. 2292 |
| Fragmento 213Aa |                    | P. Oxy. 2506 |
| Fragmento 213Ab |                    | P. Oxy. 2506 |
| Fragmento 213Ac |                    | P. Oxy. 2506 |
| Fragmento 213Ad |                    | P. Oxy. 2506 |
| Fragmento 213Ae |                    | P. Oxy. 2506 |
| Fragmento 213Af |                    | P. Oxy. 2506 |
| Fragmento 213Ag |                    | P. Oxy. 2506 |
| Fragmento 213Ah | T. 14              | P. Oxy. 2506 |
| Fragmento 213Ai |                    | P. Oxy. 2506 |
| Fragmento 213Ak |                    | P. Oxy. 2506 |
| Fragmento 213B  |                    | PSI (Ommaggio all' XI congresso internationale di papirologia, Florencia 1965, 16s.)                                                                 |
|                 | Fragmento 213C     | P. Mich. inv. 3498 |
| Fragmento 214   |                    | Pausanias |
|                 | Fragmento 214A     | P. Oxy. 2637 |
|                 | Fragmento 214B     | P. Colon. 5860 |
|                 | Fragmento 214C     | P. Colon. inv. 8 |
| Fragmento 215   | T. 45              | Demetrio, Sobre el estilo |
| Fragmento 216   |                    | Filóstrato de Atenas |
| Fragmento 217   |                    | Filóstrato de Atenas |
| Fragmento 218   |                    | Himerio |
| Fragmento 219   | T. 20              | Máximo de Tiro |
| Fragmento 220   |                    | Himerio |
| Fragmento 221   | T. 50              | Himerio |
| Fragmento 222   | T. 47              | Menandro |
| Fragmento 223   | T. 21              | Filóstrato de Atenas |
| Fragmento 224   | T. 18              | Horacio |
| Fragmento 225   | T. 51              | Horacio |
| Fragmento 226   | T. 29              | Escolio sobre metro de Píndaro |
| Fragmento 227   |                    | Hefestión |
| Fragmento 228   | T. 30              | Hefestión |
| Fragmento 229   |                    | Hefestión |
| Fragmento 230   | T. 31              | Cesio Baso |
| Fragmento 231   |                    | Atilio Fortunato |
| Fragmento 232   |                    | Hefestión |
| Fragmento 233   | T. 32              | Focio |
| Fragmento 234   |                    | Servio sobre Virgilio |
| Fragmento 235   |                    | Suda |
| Fragmento 236   |                    | Hefestión |
| Fragmento 237   | T. 36              | Dionisio de Halicarnaso |
| Fragmento 238   |                    | Atilio Fortunato |
| Fragmento 239   |                    | Mario Victorino |
| Fragmento 240   |                    | Escolio sobre Hefestión |
| Fragmento 242   |                    | Mario Victorino |
| Fragmento 243   |                    | Servio |
| Fragmento 244   | T. 22              | Séneca |
| Fragmento 245   | T. 41              | Estrabón |
| Fragmento 246   | T. 37              | Aristóxeno |
| Fragmento 247   | T. 38              | Menecmo |
| Fragmento 248   | T. 40              | Suda |
| Fragmento 249   | T. 6               | Eusebio de Cesarea |
| Fragmento 250   | T. 8               | Ateneo |
| Fragmento 251   | T. 5               | Crónica de Paros |
| Fragmento 252   | T. 1               | P. Oxy. 1800 |
| Fragmento 253   | T. 2               | Suda |
| Fragmento 254a  |                    | Heródoto |
| Fragmento 254b  |                    | Estrabón |
| Fragmento 254c  |                    | Ateneo |
| Fragmento 254d  |                    | Focio |
| Fragmento 254e  |                    | Suda |
| Fragmento 254f  |                    | Appendix Proverbiorum |
| Fragmento 254g  |                    | Juan Tzetzes |
| Fragmento 255   |                    | Escolio sobre Platón |
| Fragmento 256   | T. 4               | Eliano |
| Fragmento 257   |                    | Suda |
| Fragmento 258   |                    | Máximo de Tiro |
| Fragmento 259   |                    | Escolio sobre Luciano de Samosata |
| Fragmento 260a  | T. 34              | Horacio |
| Fragmento 260b  | T. 17              | Pomponio Porfirión |
| Fragmento 260c  | T. 17              | Dionisio Latino |
| Fragmento 261   |                    | Ovidio |
| Fragmento 262   |                    | Taciano |
| Fragmento 263   | T. 13, 16, 19, 44  | Heroidas 15 |
| Fragmento 264   | T. 7               | Estrabón |

## Autoría incierta

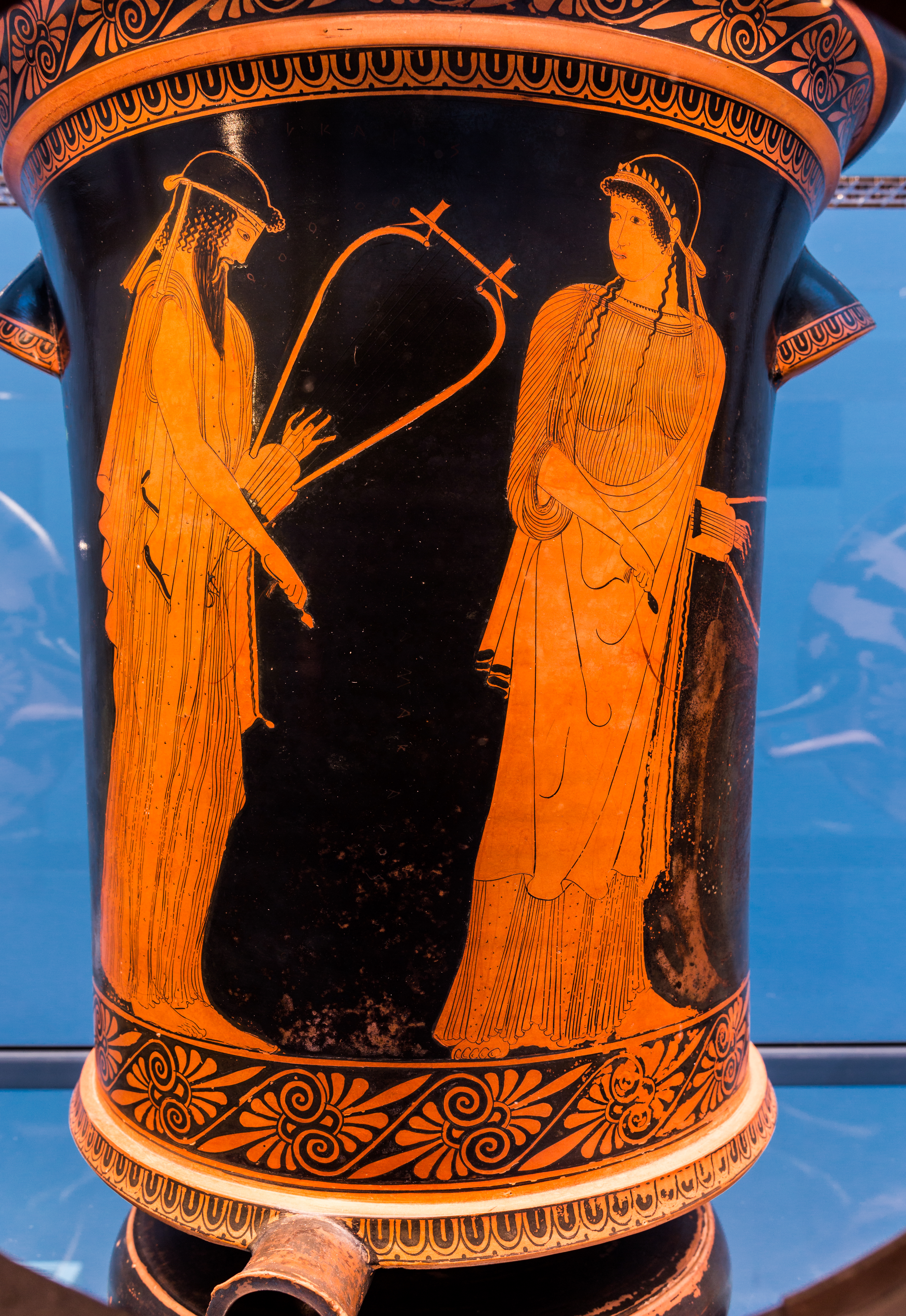
Safo y Alceo, ilustrados en un cálato ático de figuras rojas por el Pintor de Brigos. Ambos poetas fueron contemporáneos y escribieron en el mismo dialecto eólico; existen varios fragmentos en los que no se sabe con certeza cuál de los dos es el autor.

Fragmentos en los que la autoría es incierta. En la mayoría de los casos, esto se debe a que el dialecto se identifica como eólico, pero el poema podría ser de Safo o de Alceo de Mitilene.
| Número de fragmento | Fuentes                      | Metro                           | Líneas |
| ------------------- | ---------------------------- | ------------------------------- | ------ |
| Fragmento 1         | Escolio sobre Odisea         | glxc                            | 1      |
| Fragmento 2         | Etymologicum Genuinum        |                                 | 1      |
| Fragmento 3         | Apolonio Díscolo             |                                 | 1      |
| Fragmento 4         | Análisis homéricos           | aeolxc                          | 1      |
| Fragmento 5a        | Herodiano                    | gl2d?                           | 1      |
| Fragmento 5b        | Herodiano                    |                                 | 1      |
| Fragmento 5c        | Herodiano                    |                                 | 1      |
| Fragmento 6         | Gramático anónimo            | incierto                        | 1      |
| Fragmento 10        | Herodiano                    | Estrofa alcaica                 | 2      |
| Fragmento 11        | Herodiano                    | incierto                        | 1      |
| Fragmento 12        | Análisis homéricos           | incierto (u--uuu)               | 1      |
| Fragmento 14        | Análisis homéricos           | incierto ((-)u---uu-)           | 1      |
| Fragmento 15a       | Zenobio                      |                                 | 1      |
| Fragmento 15b       | Escolio sobre Elio Aristides |                                 | 1      |
| Fragmento 16        | Hefestión                    | ^hipoc                          | 3      |
| Fragmento 18        | Anónimo                      | ]uu-u-u--, ^gl ba?              | 2      |
| Fragmento 19        | Apolonio Díscolo             |                                 | 1      |
| Fragmento 20        | Juan Zonaras                 |                                 | 1      |
| Fragmento 21        | Hefestión                    | ia ^gl ia                       | 2      |
| Fragmento 22        | Hefestión                    | incierto                        | 1      |
| Fragmento 23        | Filodemo                     | cho 2io anacl o hemiepes u-u--  | 1      |
| Fragmento 25        | Escolio sobre Teócrito       | incierto (5da^)                 | 1      |
| Fragmento 25A       | Etymologicum Genuinum        |                                 | 1      |
| Fragmento 25B       | Etymologicum Magnum          |                                 | 1      |
| Fragmento 25C       | Eustacio de Tesalónica       |                                 | 2      |
| Fragmento 27        | P. Vind. 29777               | Estrofa sáfica?                 | 3      |
| Fragmento 28        | P. Oxy. 2299                 | incierto                        | 8      |
| Fragmento 29        | P. Oxy. 2299                 |                                 | 2      |
| Fragmento 30        | P. Oxy. 2299                 | incierto                        | 8      |
| Fragmento 31a       | P. Oxy. 2299                 | ]u-u--uu-[                      | 15     |
| Fragmento 31b       | P. Oxy. 2299                 | ]u-u--uu-[                      | 4      |
| Fragmento 32        | P. Oxy. 2299                 | incierto                        | 11     |
| Fragmento 33        | P. Oxy. 2299                 |                                 | 3      |
| Fragmento 34a       | P. Oxy. 2299                 | xx-uu[                          | 17     |
| Fragmento 34b       | P. Oxy. 2299                 | xx-uu[                          | 5      |
| Fragmento 35        | P. Oxy. 2299                 | ]u---uu-u--, ^hipoxc or 3cho ba | 8      |
| Fragmento 36a       | P. Oxy. 2299                 | incierto (-u-[)                 | 6      |
| Fragmento 36b       | P. Oxy. 2299                 | incierto (-u-[)                 | 4      |
| Fragmento 37        | P. Oxy. 2299                 | incierto                        | 13     |
| Fragmento 38        | P. Oxy. 2299                 | incierto (]u--[)                | 3      |
| Fragmento 39        | P. Oxy. 2299                 | incierto (]uu-[)                | 3      |
| Fragmento 40        | P. Oxy. 2299                 | incierto (]u--[)                | 4      |
| Fragmento 41        | P. Oxy. 2299                 |                                 | 7      |
| Fragmento 42        | P. Oxy. 2378                 | incierto                        | 16     |
| Alceo 303Aa         | P. Oxy. 2291                 | ^gl \|\| ^gl ia                 | 9      |
| Alceo 303Ab         | P. Oxy. 2291                 | 2 ia \|\| ? \|\| 2 ia \|\|\|    | 15     |
| Alceo 303Ac         | P. Oxy. 2291                 | incierto (ia? gl?)              | 25     |

## Epigramas espurios
Según la Suda, Safo escribió epigramas y elegías. Tres epigramas de la Antología griega se le atribuyen, aunque ninguno es auténtico. Sin embargo, estos se incluyen en las ediciones de Campbell y Neri.
| Número de poema (Neri) | Número de poema (Campbell) | Fuente                 | Métrica  | Versos |
| ---------------------- | -------------------------- | ---------------------- | -------- | ------ |
| 307                    | 157D                       | Antología griega 6.269 | elegíaco | 6      |
| 308                    | 158D                       | Antología griega 7.489 | elegíaco | 4      |
| 309                    | 159D                       | Antología griega 7.505 | elegíaco | 2      |

## Obras citadas
- Acosta-Hughes, Benjamin (2010). Arion's Lyre: Archaic Lyric Into Hellenistic Poetry. Princeton University Press.
- Battezzato, Luigi (2018). «The Structure of Sappho's Books: Metre, Page Layout, and the Hellenistic and Roman Poetry Book». Zeitschrift für Papyrologie und Epigraphik.
- Battezzato, Luigi (2021). «Sappho's Metres and Music».  En Finglass, P. J.; Kelly, Adrian, eds. The Cambridge Companion to Sappho. Cambridge: Cambridge University Press. ISBN 978-1-316-63877-4.
- Burris, Simon; Fish, Jeffrey; Obbink, Dirk (2014). «New Fragments of Book 1 of Sappho». Zeitschrift für Papyrologie und Epigraphik 189: 1-28. JSTOR 23850356.
- Campbell, D. A., ed. (1982). Greek Lyric 1: Sappho and Alcaeus. Loeb Classical Library 142. Cambridge, Massachusetts: Harvard University Press. ISBN 0-674-99157-5.
- Clayman, Dee (2011). «The New Sappho in a Hellenistic Poetry Book». Classics@ (en inglés) 4. Archivado desde el original el 28 de septiembre de 2021. Consultado el 28 de septiembre de 2021.
- Dale, Alexander (2024). «Reconstructing the Alexandrian Editions of Sappho, Alcaeus, and Anacreon».  En Fehr, Burkhard; Roilos, Panagiotis, eds. Mythogenesis, Interdiscursivity, Ritual: Studies Presented to Demetrios Yatromanolakis. Leiden: Brill. ISBN 978-90-04-67974-0.
- de Kreij, Mark (2015). «Transmissions and Textual Variants: Divergent Fragments of Sappho's Songs Examined».  En Lardinois, André; Levie, Sophie; Hoeken, Hans et al., eds. Texts, Transmissions, Receptions: Modern Approaches to Narratives. Leiden: Brill.
- Finglass, P. J. (2021a). «Sappho on the Papyri».  En Finglass, P. J.; Kelly, Adrian, eds. The Cambridge Companion to Sappho. Cambridge: Cambridge University Press. ISBN 978-1-316-63877-4.
- Finglass, P. J. (2021b). «Editions of Sappho since the Renaissance».  En Finglass, P. J.; Kelly, Adrian, eds. The Cambridge Companion to Sappho. Cambridge: Cambridge University Press. ISBN 978-1-316-63877-4.
- Lardinois, André (2008). «Someone, I Say, Will Remember Us: Oral Memory in Sappho's Poetry».  En Mackay, Anne, ed. Orality, Literacy, Memory in the Ancient Greek and Roman World. Leiden: Brill.
- Lardinois, André (2011). «The New Sappho Poem (P.Köln 21351 and 21376): Key to the Old Fragments». Classics@ (en inglés) 4. Archivado desde el original el 28 de septiembre de 2021. Consultado el 30 de mayo de 2022.
- Lidov, Joel (2011). «The Meter and Metrical Style of the New Poem». Classics@ (en inglés) 4. Archivado desde el original el 28 de septiembre de 2021. Consultado el 28 de septiembre de 2021.
- Lobel, Edgar; Page, Denys (1955). Poetarum Lesbiorum Fragmenta. Oxford.
- Lobel, Edgar; Page, Denys (1963). Poetarum Lesbiorum Fragmenta. Oxford.
- Lobel, Edgar; Page, Denys (1974). Supplementum Lyricis Graecis: poetarum lyricorum Graecorum fragmenta quae recens innotuerant. Oxford: Clarendon Press. ISBN 978-0-19-814002-3.
- McEvilley, Thomas (1972). «Sappho, Fragment Two». Phoenix 26 (4): 323-333. JSTOR 1087592. doi:10.2307/1087592.
- Neri, Camillo, ed. (2021). «Saffo - testimonianze e frammenti: Introduzione, testo critico, traduzione e commento». Saffo: Testimonianze e Frammenti (en italiano). de Gruyter. ISBN 9783110735918. S2CID 239602934. doi:10.1515/9783110735918.
- Obbink, Dirk (2011). «Sappho Fragments 58–59: Text, Apparatus Criticus, and Translation». Classics@ (en inglés) 4. Archivado desde el original el 28 de septiembre de 2021. Consultado el 28 de septiembre de 2021.
- Obbink, Dirk (2014). «Two New Poems by Sappho». Zeitschrift für Papyrologie und Epigraphik 189: 32-49. JSTOR 23850358.
- Page, Denys (1962). Poetae Melici Graeci. Oxford: Clarendon Press.
- Page, Denys (1981). Further Greek Epigrams: Epigrams Before AD 50 from the Greek Anthology and Other Sources, not Included in 'Hellenistic Epigrams' or 'The Garland of Philip'. Cambridge: Cambridge University Press. ISBN 0-521-22903-0.
- Pontani, Filippomaria (2021). «Sappho at Byzantium».  En Finglass, P. J.; Kelly, Adrian, eds. The Cambridge Companion to Sappho. Cambridge: Cambridge University Press. ISBN 978-1-316-63877-4.
- Prauscello, Lucia (2021). «The Alexandrian Edition of Sappho».  En Finglass, P. J.; Kelly, Adrian, eds. The Cambridge Companion to Sappho. Cambridge: Cambridge University Press. ISBN 978-1-316-63877-4.
- Rayor, Diane; Lardinois, André (2014). Sappho: A New Edition of the Complete Works (en inglés). Cambridge: Cambridge University Press.
- Reed, Scott G. (2005). «"Demetrius", On Style». Classical Rhetorics and Rhetoricians: Critical Studies and Sources (en inglés).
- Reynolds, Margaret, ed. (2001). The Sappho Companion (en inglés). Londres: Vintage. ISBN 9780099738619.
- Skinner, Marylin B. (2011). «Introduction». Classics@ (en inglés) 4. Archivado desde el original el 28 de septiembre de 2021. Consultado el 28 de septiembre de 2021.
- Thorsen, Thea S.; Berge, Robert Emil (2019). «Receiving Receptions Received: A New Collection of testimonia Sapphica c.600 BC–AD 1000».  En Thorsen, Thea S.; Harrison, Stephen, eds. Roman Receptions of Sappho (en inglés). Oxford: Oxford University Press. ISBN 978-0-19-882943-0.
- Voigt, Eva-Maria, ed. (1971). Sappho et Alcaeus: Fragmenta (en latín). Amsterdam: Polak & Van Gennep.
- West, Martin. L. (2005). «The New Sappho». Zeitschrift für Papyrologie und Epigraphik (en inglés) 151: 1-9. JSTOR 20191962.
- West, Martin L. (2014). «Nine Poems of Sappho». Zeitschrift für Papyrologie und Epigraphik (en inglés) 191: 1-12. JSTOR 43909573.
- Yatromanolakis, Dimitrios (1999). «Alexandrian Sappho Revisited». Harvard Studies in Classical Philology (en inglés) 99: 179-195. JSTOR 311481. doi:10.2307/311481.